# Roberto Louima
Roberto Badio Louima, conosciuto anche come Roberto Baggio Louima (Port-au-Prince, 3 aprile 1997), è un calciatore haitiano, attaccante del Little Haiti e della nazionale haitiana.

## Caratteristiche tecniche
È una punta centrale.

## Biografia
È nato in Haiti ed è stato nomimato come l'ex calciatore professionista Roberto Baggio.
In un'intervista ha dichiarato che il suo sogno è di incontrare il calciatore.

## Carriera

### Club
Cresciuto nelle giovanili del Liceaux, nel 2016 si trasferisce al Violette per un anno, prima di trasferirsi al Real Hope nel 2016, con il quale ha vinto la Ligue Haïtienne nel 2017.
Nel 2017 ritorna al Violette, aiutandola a essere promossa dalla prima divisione alla Ligue Haïtienne.

### Nazionale
Ha esordito con la nazionale haitiana il 3 settembre 2016, nella sconfitta per 1-0 contro la nazionale costaricana, valida per le qualificazioni al Campionato mondiale di calcio 2018.